# Håkan Sandberg
Håkan Sandberg, född 27 juli 1958 i Ludvika, är en svensk tidigare fotbollsspelare (anfallare), fotbollstränare och spelaragent. 

## Biografi
Fotbollskarriären började i födelsestaden Ludvika och fortsatte sedan i Örebro och allsvenskt spel. När Örebros SK åkte ur Allsvenskan 1978 valde han att stanna kvar för att utvecklas. Under två år i den näst högsta serien gjorde han 23 mål på 50 matcher, och kom till IFK Göteborg i november 1980. Första året hos IFK Göteborg blev succé där han var ordinarie under hela säsongen, något som resulterade i 13 mål och en tredjeplats i skytteligan. Här bildade han anfallspar med Torbjörn Nilsson. I maj 1982 var Sandberg med och vann Uefacupen med IFK Göteborg och kom in som avbytare i dubbelmötena mot Hamburg, och den 13 november 1982 debuterade Sandberg i det svenska A-landslaget i EM-kvalmatchen mot Cypern. I den följande matchen mötte Sverige Italien på Ullevi och Sandberg gjorde sitt första mål i landslaget när Sverige vann med 2-0.
Efter fyra framgångsrika år i IFK Göteborg med tre raka SM-guld (1982, 1983 och 1984) samt två Cupsegrar (1982 och 1983), blev han utlandsproffs i AEK Aten sommaren 1984. Sandberg spelade sin sista 13:e A-landskamp i VM-kvalet mot Malta den 17 november 1985.  Sandberg spelade även en kort sejour i Olympiakos, och representerade GIF Sundsvall innan han avslutade den aktiva karriären.

### Tränarkarriär
Sandberg har varit huvudtränare i flera klubbar, bland annat Elfsborg i allsvenskan, och norska Trömso och Fredrikstad. Efter sin tränarkarriär blev han expert på fotbollsjuridik och generalsekreterare för Tränarföreningen.

## Klubbar

### Som spelare
- IFK Ludvika (–1973)
- Ludvika FfI (1973–1976)
- Örebro SK (1976–1980)
- IFK Göteborg (1981–1984)
- AEK Aten (1984–1987)
- Olympiakos Pireus (1987)
- GIF Sundsvall (1988–1989)

### Som tränare (urval)
- Holmalunds IF (1990–1991)
- IF Elfsborg (1993–1994)
- IFK Göteborgs Tipselitansvarig U-truppen (1995–1996)
- Tromsø IL (1997–1998)
- Fredrikstad FK (1999–2000)
- Paralimni FC (2000–2001)
- Norrby IF (2006–2008)
- IF Elfsborgs juniorlag (2009–2010)
- Ytterby IS (2012–2014)
- Utsiktens BK (2016)